# Françoise de Graffigny

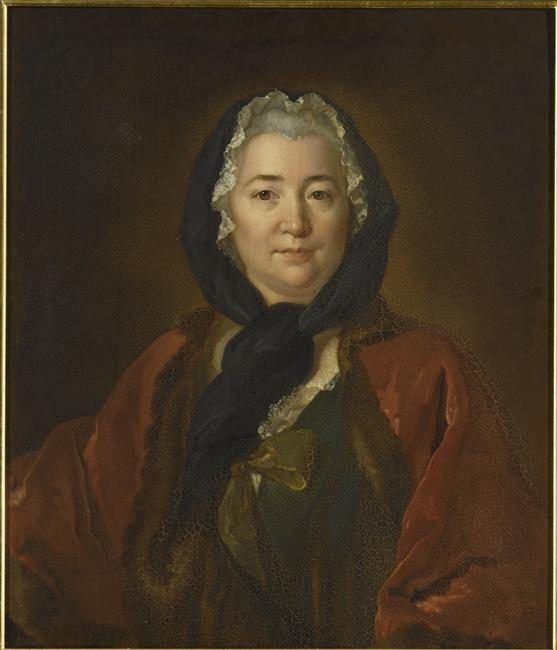
Françoise de Graffigny

Françoise de Graffigny, geborene Françoise d’Issembourg du Buisson d’Happoncourt (Namensform auch Grafigny; * 13. Februar 1695 in Nancy; † 12. Dezember 1758 in Paris), bekannt als Madame de Graffigny, war eine französische Schriftstellerin und Salonnière der Aufklärung.

## Leben und Schaffen
Françoise d’Issembourg d’Happoncourt entstamme einer alten, aber verarmten lothringischen Adelsfamilie und war eine Tochter von François d’Happoncourt, einem Kavallerieoffizier in Diensten des Herzogs Leopold von Lothringen, und dessen Gattin Marguerite Callot, einer Urenkelin des berühmten Kupferstechers Jacques Callot. Im Januar 1712 wurde sie als 17-Jährige mit François Huguet de Graffigny, einem Kammerherrn des lothringischen Herzogs, verheiratet. Sie gebar ihrem Gatten im Zeitraum von 1713 bis 1716 einen Sohn und zwei Töchter, die alle im Kleinkindalter starben. Ihr Gemahl war ein Spieler, brach oft in Wutanfälle aus verhielt sich ihr gegenüber sehr gewalttätig. Darüber klagte sie in Briefen an ihre Eltern, die sie um Hilfe ersuchte. Schließlich wurde sie, nachdem sie seit 1718 von ihrem Ehemann getrennt gelebt hatte, 1723 auf dem Gerichtsweg von ihm geschieden. Monsieur de Graffigny starb bereits 1725.
Madame de Graffigny fühlte sich zwar nach ihrer Scheidung wohler, vermochte sich aber nie mehr von den Folgen der früheren Misshandlungen, einer steten, an Traurigkeit grenzenden Niedergeschlagenheit, zu erholen. Ihre finanzielle Lage blieb prekär. Sie lebte dann am lothringischen Hof in Lunéville als Bedienstete der Herzoginwitwe und Regentin Élisabeth Charlotte d’Orléans. Dort machte sie die Bekanntschaft von Schriftstellern und Künstlern sowie des Kavallerieoffiziers Léopold Desmarest, der ein Sohn des Komponisten Henry Desmarest und 13 Jahre jünger als sie war. Sie entwickelte zu Desmarest ein leidenschaftliches, bis 1743 währendes Liebesverhältnis. Am lothringischen Hof traf Madame de Graffigny auch den 17 Jahre jüngeren François-Antoine Devaux, genannt Panpan, mit dem sie in der Folge eine enge Freundschaft verband. Ab 1733 führten die beiden miteinander einen ausgedehnten, bis zu Graffignys Tod andauernden Briefwechsel. Als der neue lothringische Herzog Franz Stephan 1737 sein Herzogtum an Frankreich abtrat, zerstreuten sich die Freunde und Gönner der Madame de Graffigny, die damit ihre finanzielle Unterstützung einbüßte.
Im Winter 1738/39 genoss Madame de Graffigny etwas mehr als zwei Monate die Gastfreundschaft der Marquise Émilie du Châtelet und Voltaires auf Schloss Cirey im heutigen Département Haute-Marne. Über ihren dortigen Aufenthalt berichtete sie in anschaulichen Briefen an Devaux. Sie wohnte sogar den vertraulichen Unterhaltungen bei, in denen Voltaire die fertigen Gesänge seines burlesken Gedichts über Johanna von Orléans, La pucelle, an dem er damals arbeitete, bei geschlossenen Türen vorlas. Da sie aber darüber brieflich Devaux berichtete, wurde sie von der Marquise de Châtelet, als diese dahinterkam, des Geheimnisverrats beschuldigt. Nach diesem Streit begab sich Madame de Graffigny in Begleitung von Desmarest nach Paris, wo sie zunächst als Gesellschafterin von Élisabeth-Sophie de Lorraine, der Gemahlin des Herzogs von Richelieu, bis zu deren Tod im August 1740 Anstellung fand. Trotz weiterer Tätigkeiten als Erzieherin und Gesellschafterin befand sie sich in Paris in einer schwierigen wirtschaftlichen Lage.  Sie meisterte diese missliche Situation dank finanzieller Zuwendungen adliger Förderer. Im Herbst 1742 vermochte sie schließlich ein eigenes Haus in der Rue Saint-Hyacinthe zu mieten, Sie trat als Schriftstellerin auf und eröffnete in ihrer neuen Residenz einen bedeutenden literarischen Salon, in dem die aufgeklärten Persönlichkeiten, insbesondere die „philosophes“ verkehrten. In ihrem Salon empfing sie u. a. Charles Pinot Duclos, Pierre de Marivaux, Anne Robert Jacques Turgot, Diderot, Claude Adrien Helvétius und Jean-Jacques Rousseau.

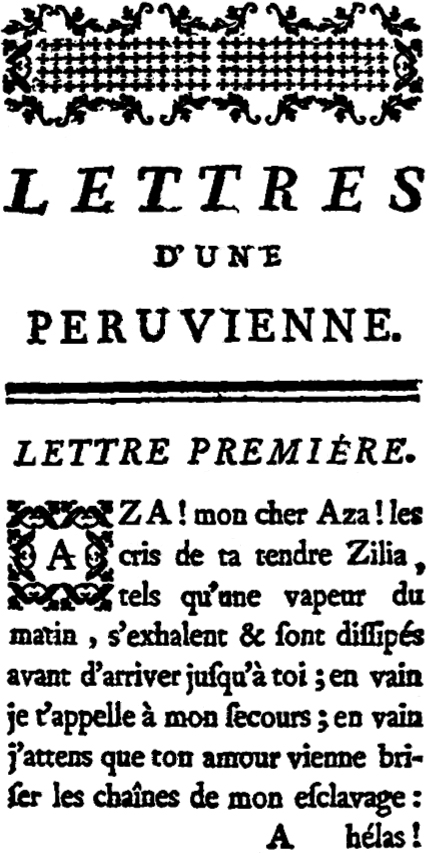
Erste Seite Lettres d’une Péruvienne (Briefe einer Peruanerin)

Auf Rat mehrerer Freunde verfasste Madame de Graffigny nach einem Entwurf des Comte de Calyus eine Erzählung, die unter dem Titel Nouvelle espagnole: Le mauvais exemple produit autant de vertus que de vices in einer von mehreren Schöngeistern veranstalteten Sammlung von Unterhaltungsschriften (Recueil de ces Messieurs, 1745) erschien. Ihr erfolgreicher Briefroman Lettres d’une Péruvienne („Briefe einer Peruanerin“), den sie im Dezember 1747 anonym herausbrachte, war weit verbreitet. Fünf Jahre später, 1752, kam eine erweiterte zweite, den Namen der Verfasserin angebende Auflage des Werks heraus. Es wurde in zahlreiche Sprachen (deutsch Zilia oder Briefe einer Peruanerin, Berlin 1800) übersetzt, begründete Graffignys Ruf als bedeutende Literatin und machte sie in ganz Europa bekannt. Formal war der Briefroman an Montesquieus Lettres persanes angelehnt. Graffigny schilderte darin die damaligen Verhältnisse in Frankreich aus dem Blickwinkel einer fremden Kultur. Auch mit ihrem im Juni 1750 an der Comédie-Française uraufgeführten Drama Cénie hatte sie großen Erfolg, während ihre Komödie La fille d’Aristide (1758) beim Publikum durchfiel.
Die Akademie von Florenz nahm Madame de Graffigny unter ihre Mitglieder auf, und der kaiserliche österreichische Hof bedachte sie mit besonderem Wohlwollen und bestellte bei ihr einige Dramen. So schrieb sie moralische Erbauungsstücke für die Kinder von Kaiserin Maria Theresia, die sie am Wiener Hof von den Prinzen und Prinzessinnen aufführen ließ. Als Belohnung erhielt sie ein Jahresgehalt von 1500 Livres, das aber bei den zahlreichen Besuchen ihrer Freunde und Bewunderer so wenig ausreichte, dass sie bei ihrem Ableben im Dezember 1758 eine Schuldenlast von mehr als 40.000 Livres hinterließ. Nach ihrem Tod wurde der Salon von ihrer Nichte Madame Hélvetius weitergeführt.
Eine erste Sammlung ihrer Werke erschien 1788 in 4 Bänden in London. Im Jahr 1820 wurden in Paris unter dem Titel Vie privée de Voltaire et de Madame du Châtelet erstmals Briefe veröffentlicht, welche Graffigny aus Cirey an Freunde in Lothringen geschrieben hatte.

## Werke
- Raymond Trousson (Hrsg.): Romans de femmes du XVIII siècle: Mme de Tencin, Mme de Graffigny, Mme de Riccoboni, Mme de Charrière, Olympes de Gouges, Mme de Souza, Mme Cottin, Mme de Genlis, Mme de Krüdener, Mme de Duras, Paris, Robert Laffont: 1996.
- Lettres d’une Péruvienne, Paris: Flammarion, 2005. ISBN 2080722166; Briefe einer Peruanerin,  aus dem Französischen übersetzt und mit einem Nachwort von Renate Kroll, Zürich : Secession Verlag für Literatur, [2020], ISBN 978-3-906910-83-3
- Cénie: pièce nouvelle en cinq actes, Wien: Jean Pierre van Ghelen, 1752.
- Le fils légitime drame en trois actes et en prose, Lausanne: Grasset, 1771.
- Culotte rouge, ou, Le vainqueur du Kraken: drame-féerie en quatre actes et six tableaux, Paris: Bricon et Lesot, 1911.
- Correspondance de Madame de Graffigny, Oxford: Voltaire Foundation/Taylor Institution, 1985.
- Choix de lettres, Oxford: Voltaire Foundation, 2001.